# 拉方索·艾利斯
拉方索·达内尔·埃利斯（英語：LaPhonso Darnell Ellis，1970年5月5日—），美国NBA联盟职业篮球运动员。他在1992年的NBA选秀中第1轮第5顺位被丹佛掘金选中。